# Tone Hafner
Tone Hafner, slovenski častnik, partizan in prvoborec, * 1916, Stražišče, Kranj, † 1981, Kranj
Leta 1941 je vstopil v NOB, kjer je opravljal partijske dolžnosti.

## Napredovanja
- rezervni kapetan JLA (?)

## Odlikovanja
- red zaslug za ljudstvo III. stopnje
- partizanska spomenica 1941